# 大阪府建築士事務所協会
一般社団法人大阪府建築士事務所協会（おおさかふけんちくしじむしょきょうかい、Osaka Association of Architectural Firms）は、大阪府内の建築士事務所を会員として設立された社団法人である。

## 概要
- 所在：大阪府大阪市中央区農人橋2丁目1番10号　大阪建築会館2階
- 会長：樋上雅博（ひのうえ　まさひろ）

## 事業
- 講習会・研修会・セミナー
- 府民に対する建築無料相談及び建築士事務所のPRイベント
- 行政に対する施策への提案・要望・協力
- まちづくりに関する調査・研究・提案

## 法定団体としての活動
- 建築士事務所の業務に関し、契約の内容の適正化その他設計等を委託する建築主の利益の保護をはかるため必要な建築士事務所の開設者に対する指導・勧告その他業務
- 建築士事務所に関する建築主等からの苦情の解決
- 建築士事務所の開設者や属する建築士への研修等の業務の実施